# 탈억제 사회 관여 장애
탈억제 사회 관여 장애(Disinhibited social engagement disorder) (DSED), 혹은 탈억제 애착 장애(disinhibited attachment disorder)는 아동이 낯선 어른에 대하여 공포가 없고 적극적으로 다가가는 애착 장애(attachment disorder)이다. 정신질환 진단 및 통계 편람(Diagnostic and Statistical Manual of Mental Disorders)에 의하면, 이 장애는 아동이 어른과 또래와 잘 지내는 능력을 상당히 저해할 뿐만 아니라, 위험하고 잠재적으로 불안정한 상태로 몰게 된다. 흔한 사례로는 모르는 사람 무릎에 앉거나 낯선 사람과 떠나는 것이 있다.
이 장애는 오로지 아동기에 발생하는 장애이다. 보통 생후 9개월 이후에 진단되지만, 때로는 증상이 이후에 나타나지 않기도 하여, 이로 인해 5세 이후에 늦게 진단되기도 한다.. 일부 징후는 청소년기와 청년기에 나타나기도 한다.
 일차적 양육자에게 일관되지 않거나 불충분한 케어를 받으면, 영아나 아동은 이 장애를 발전시킬 위험이 있다.

## 징후 및 증상
가장 흔한 증상은 낯선 사람과 특이한 상호작용을 한다는 것이다. 이 장애의 아동은 낯선 성인과 이야기하거나 그를 터치하거나 따라갈 때 공포감이나 불편감을 보이지 않는다는 것이다. 다음과 같이 범주화할 수 있다.
- 문화적인 제재나 적절한 사회 바운더리와 맞지 않은 과도하게 친한 언사나 신체적 행동, 혹은 그 나이에 맞지 않은 성격
- 낯선 어른에게 접근하고 그와 상호활동을 보일 때 보이는 자기 보호의 결핍
- 익숙한 곳을 떠나 새로운 낯선 상황에서조차, 성인 양육자에게 다시 연락하는 것이 줄어들거나 없음
- 낯선 어른과 눈이 맞아 최소한의 주저함도 거의 없이 떠나 버리기 좋아함[6]

이 장애는 무질서 애착 유형(disorganized attachment style)과 관련 있다. 무질서 애착은 위탁 보호 시설에서 사는 아동 사이에 흔하다. 이러한 시설 거주 아동의 탈억제 사회 관여 장애의 위험도는 높다.
흔히 이 장애는 주의력결핍 과잉행동장애(attention deficit hyperactivity disorder, ADHD) 관련 증상을 일으킬 수 있으며, 인지적 언어적 발화적 지체를 동반할 수 있다. 추가적으로, 사회적으로 탈억제적인 모습을 보이지만 방임(neglect) 경험이 없는 아동은 이 장애로 진단되어서는 안된다. 이런 경우, 아동의 행동은 이 장애와 유사한 증상을 보이는 윌리엄스 증후군(Williams syndrome) 등의 장애로 설명될 수 있다.

## 위험 요인
이 장애는 아동기 첫 1년동안 일차적 양육자가 일관되지 않거나 부재한 결과로 발생한다. 시설에 맡겨진 아동은 일관성 없는 양육을 받거나 수용 동안 고립될 것이다. 정신 건강 문제, 우울, 성격장애, 부제, 가난, 10대 부모, 물질 남용 장애 등 부모 문제는 애착에 장애를 가져다 준다.

## 예후
시간이 지나면서 탈억제 사회 관여 장애 아동의 행동은 미취학 시기, 중학교 시기, 청소년 시기 동안 잔화할 수 있다.
미취학 시기 : 이때에는 낯선 어른에게 관심을 받고자 운동장에서 과도하게 거칠게 행동하는 식으로 하여 관심에 대한 욕구가 드러난다.
중학교 시기 : 신체적 언어적으로 거짓된 감정을 담은 과도한 친숙함, 과도한 조숙함 두 가지가 있다. 이는 사회적 상황을 조종하기 위하여 타인 앞에서 슬픈 모습을 보이거나, 처음 만난 반 친구에게 집에 가자고 과도하게 주장하는 행동으로 나타날 수 있다.
청소년 시기 : 이 단계에서 아동은 자기 또래 친구나 부모 및 코치 등 권위적인 인물과의 문제를 일으킬 수 있다. "이들 (역시) 타인과 피상적인 관계를 맺고 갈등에 분투하며 어른에게 무차별적인 행동을 보이기도 한다.(They [also] tend to develop superficial relationships with others, struggle with conflict, and continue to demonstrate indiscriminate behavior toward adults.)"

## 역학
정확한 발병률은 모른다. 고위험군에게 있어 발병률은 20%이다.

## 역사
탈억제 사회 관여 장애(DSM-5 313.89 (F94.2))는 2013년 정신질환 진단 및 통계 편람(Diagnostic and Statistical Manual of Mental Disorders, Fifth Edition) 제5판 DSM-5에 등재된 이름으로, 반응성 애착 장애(reactive attachment disorder, RAD)의 하위 유형 목록에 탈억제 애착 장애(disinhibited attachment disorder, DAD)라는 이름으로 공식적으로 올랐다.
미국정신의학협회(American Psychiatric Association)에 의하면, "탈억제 사회 관여 장애는 주의력결핍 과잉행동장애와 매우 비슷하다. 그것은 애착이 반드시 결여된 것은 아니며 이미 구축했을 수 있던 아동에게 발생할 수 있다. 두 장애는 다른 중요한 방식에서 다른데, 이는 관련성, 코스, 개입에 대한 반응을 포함하며, 이런 이유로 분리 장애로 생각되기도 한다.
(...Disinhibited Social Engagement Disorder more closely resembles ADHD; it may occur in children who do not necessarily lack attachments and may have established or even secure attachments. The two disorders differ in other important ways, including correlates, course, and response to intervention, and for these reasons are considered separate disorders.)"

## 연구
반응성 애착 장애와 탈억제 사회 관여 장애가 별도의 개념이라는 것을 보여주기 위한 연구에서 학령 수양 자녀를 대상으로 시험하였고, 그들의 수양 부모도 시헌되었으며, 사회복지사는 설문지를 작성하여 아동을 더 잘 이해하고 탈억제 사회 관여 장애의 징후를 잘 설명하고자 하였다. 완료된 것 가운데 장애가 심리학과는 별도 측면이라는 것이 밝혀졌다.

## 같이 보기
- 반응성 애착 장애
- 성격장애